# 1465 en santé et médecine
| Années de la santé et de la médecine : 1462 - 1463 - 1464 - 1465 - 1466 - 1467 - 1468    |
| Décennies de la santé et de la médecine : 1430 - 1440 - 1450 - 1460 - 1470 - 1480 - 1490 |

Cet article présente les faits marquants de l'année 1465 en santé et médecine.

## Événements
- Janvier : le roi Louis XI ordonne que chaque barbier, médecin ou chirurgien « ait chez soi, en manière de codex, le calendrier de l'année », principal instrument de l'astrologie médicale[1].
- Par la même ordonnance, le roi Louis XI redonne aux barbiers l'autorisation de pratiquer les soins dentaires, qui leur avait été refusée à la demande des chirurgiens[2].

## Publication
- Le médecin et chirurgien ottoman Serafeddin Sabuncuoglu (1385-1468) compose son traité de chirurgie, le Cerraḥîyet-i İlḫânîye (« Chirurgie impériale »), « dernière grande encyclopédie médicale du monde islamique[3] ».

## Personnalité
- 1451-1465 : fl. Jean Colleman, médecin et astrologue des rois Charles VII et Louis XI[4].

## Naissance
- Jacques Muyssart (mort avant octobre 1531), médecin de l'hospice Comtesse et de la ville de Lille[5],[6],[7].

## Décès
- Gaëtan de Tiène (né en 1387), originaire de Vicence en Italie, professeur de philosophie et de médecine à Padoue[8].
- Pietro Barbier (né à une date inconnue), apothicaire à Trévise, piazza delle Erbe, fournisseur de plusieurs monastères et de l'hôpital Santa Maria dei Battuti de 1426 à sa mort[9].
- Antonio Fasseto (né à une date inconnue), chirurgien de l'hôpital Santa Maria dei Battuti, futur hôpital civil (it) de Trévise[9].
- 1465-1467 : Antonio Bernareggio (né à une date inconnue), médecin au service des ducs de Milan[10].